# Seznam osebnih imen na A
Seznam osebnih imen, ki se pričnejo s črko A.

## Seznam

### Ab
- Abban (tuje ime)
- Abel
- Abraham

### Ad
- Ada
- Adam
- Adel
- Adela
- Adelajda
- Adelina
- Adelisa
- Adem
- Adi
- Adin
- Adis
- Adisa
- Admir
- Admira
- Adna
- Adnan
- Adnana
- Adolf
- Adolfa
- Adolfina
- Adrian
- Adriana
- Adriano
- Adrijan
- Adrijana
- Adrijano

### Af
- Aferdita

### Ag
- Agan
- Agata
- Agica
- Agnes

### Ah
- Ahac
- Ahmed
- Ahmet

### Ai
- Aid
- Aida
- Aiken
- Aiša

### Aj
- Aja
- Ajas
- Ajda
- Ajdin
- Ajeta
- Ajla
- Ajna
- Ajša
- Ajlan

### Ak
- Aksel

### Al
- Al
- Aladin
- Alain
- Alan
- Alban
- Alen
- Albert
- Alberta
- Albertina
- Alberto (tuje ime)
- Albin
- Albina
- Albinca
- Albulena
- Alda
- Aldijana
- Aldin
- Aldina
- Aldo
- Alea
- Alec
- Alejna
- Alek
- Aleks
- Aleksa
- Aleksandar
- Aleksander
- Aleksandra
- Aleksej
- Alekseja
- Aleksij
- Aleksija
- Aleksina
- Alem
- Alen
- Alena
- Alenčica
- Alenka
- Alessandro (tuje ime)
- Alessia (tuje ime)
- Aleš
- Aleša
- Aleška
- Alex (tuje ime)
- Alexander (tuje ime)
- Alexandra (tuje ime)
- Alexia (tuje ime)
- Alfi
- Alfonz
- Alfonza
- Alfred
- Alfreda
- Ali
- Alin
- Alina
- Alisa
- Alida
- Alija
- Alijana
- Alissa
- Ališa
- Alja
- Aljana
- Aljaž
- Aljoša (moško ime)
- Aljoša (žensko ime)
- Allen (tuje ime)
- Alma
- Almedin
- Almedina
- Almin
- Almir
- Almira
- Alojz
- Alojzij
- Alojzija
- Alvin

### Am
- Amadea
- Amadej
- Amadeja
- Amal
- Amalija
- Amanda
- Amar
- Amber
- Ambrozija
- Ambrož
- Amel
- Amela
- Amelija
- Amer
- Amila
- Amin
- Amina
- Amir
- Amira
- Ammar
- Amra

### An
- Ana
- Ana Katarina
- Ana Kristina
- Ana Lina
- Ana Lucija
- Ana Mari
- Ana Maria
- Ana Marie
- Ana Marija
- Ana Nuša
- Ana Pia
- Ana Vita
- Anabela
- Anais
- Anaja
- Anamari
- Anamaria
- Anamarie
- Anamarija
- Anastasia
- Anastasija
- Anastazij
- Anastazija
- Ančka
- Andi
- Andja
- Andraž
- Andre
- Andrea
- Andreas
- Andrej
- Andreja
- Andrejka
- Andrijana
- Ane Mari
- Anea
- Anej
- Aneja
- Anel
- Anela
- Aneli
- Anemari
- Anemarie
- Anemarija
- Anes
- Anesa
- Anet
- Aneta
- Anette
- Angel
- Angela
- Angelca
- Angelika
- Angelina
- Angelo
- Ani
- Anica
- Anika
- Anina
- Anis
- Anisa
- Anita
- Anja
- Anka
- Ankica
- Anna
- Anna Maria
- Anna Marie
- Anne Marie
- Annemarie
- Ante
- Antea
- Anteja
- Anthea
- Anto
- Anton
- Anton Martin
- Antonela
- Antonia
- Antonija
- Antonijo
- Antonio
- Antun
- Anuša
- Anuška
- Anzej
- Anže
- Anžej

### Ap
- Apolonija

### Ar
- Aranka
- Arben
- Ardian
- Ardit
- Arian
- Ariana
- Arianna
- Ariela
- Arif
- Arifa
- Arian
- Arijan
- Arijana
- Arina
- Arjan
- Arjana
- Arjeta
- Arlind
- Arlinda
- Armand
- Armanda
- Armando
- Armend
- Armin
- Armina
- Arne
- Arnel
- Arnela
- Arnes
- Arnold
- Aron
- Art
- Arta
- Arton
- Artur

### As
- Asia
- Asim
- Asima
- Asja
- Asmir
- Asta
- Astrid

### At
- Attila

### Au
- Aurora

### Av
- Ava
- Avgust
- Avgusta
- Avgustin
- Avgustina
- Avguštin
- Avguština
- Avrelij
- Avrelija
- Avrora

### Az
- Azra

### Až
- Ažbe